# Уручье (Минск)
Уру́чье (бел. Уру́чча) — спальный микрорайон в составе Первомайского района города Минска (Республика Беларусь).

## Расположение
Микрорайон Уручье находится на северо-востоке Минска.

## История
Строительства микрорайона Уручье-1 началось в 1985 году на месте деревни Уручье, возле которой раньше начиналась река Слепня, левый приток Свислочи.

## Основные улицы
- Руссиянова,
- Шугаева,
- Никифорова,
- Шафарнянская,
- Городецкая,
- Гинтовта,
- Ложинская,
- Острошицкая,
- Уручская,
- Стариновская.

Карта Уручья (по состоянию на 2013 год)

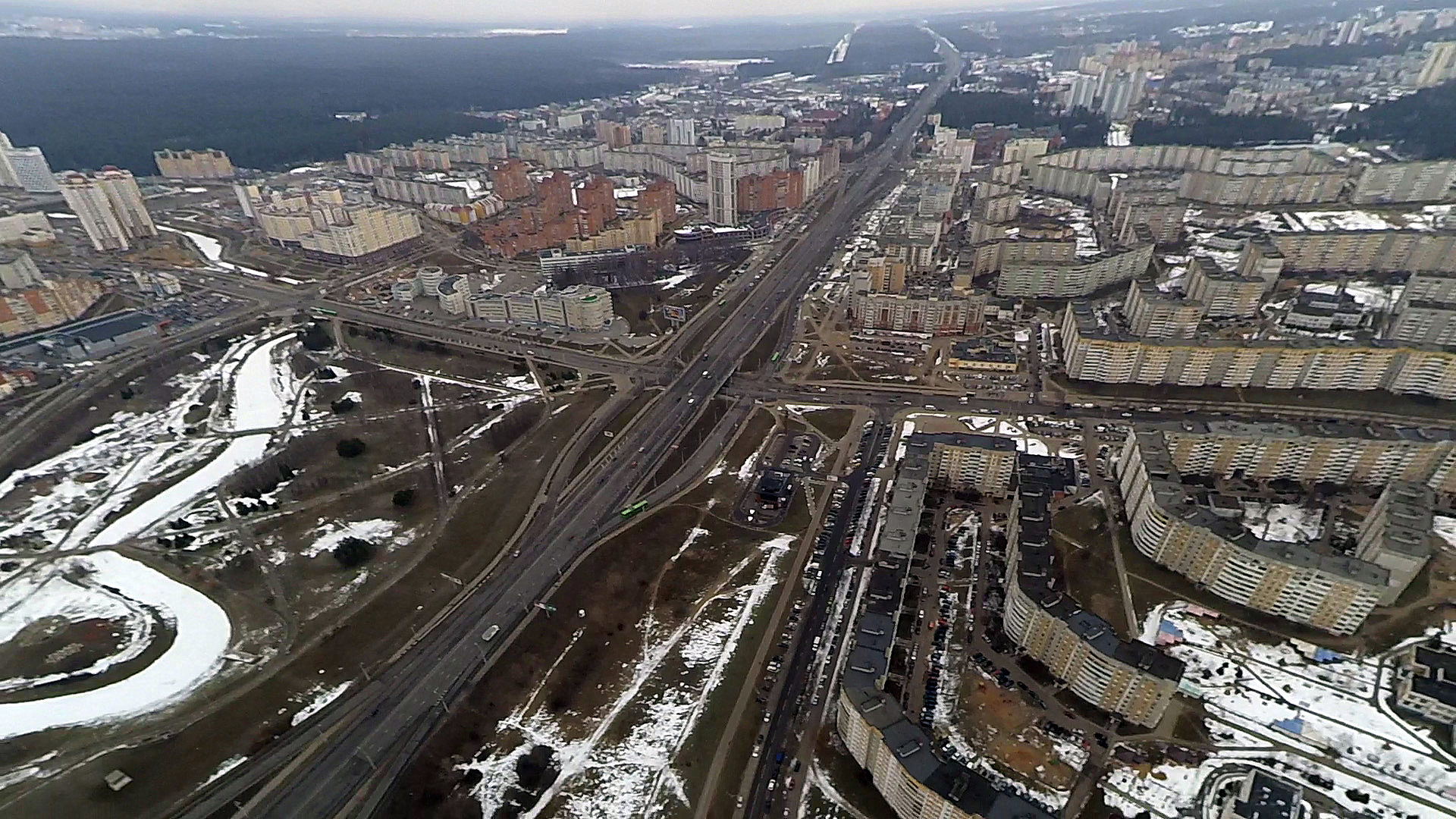
Вид на Уручье с воздуха

- Также через Уручье проходит проспект Независимости (ранее Франциска Скорины, (бел. Праспект Францыска Скарыны).

## Метро
7 ноября 2007 года в микрорайоне была открыта станция метро «Уручье».

## Уручье

### Городская инфраструктура
- 2 филиала Беларусбанка,
- почта,
- аптека,
- стоматология,
- строительный магазин,
- 3 продовольственных магазина,
- салон красоты,
- 3 парикмахерских,
- бильярдный клуб,
- автошкола,
- обмен валют,
- бизнес-центр,
- 3 автосалона,
- фитнес-центр,
- ресторан,
- магазин компьютерной техники,
- автомобильная заправка,
- 2 поликлиники № 28, № 8
- 9 средних школ: № 45, № 177, № 190, № 191, № 196, № 197, № 198, № 202, № 203
- 2 гимназии: № 2,№ 38
- 13 детских садов,
- ЖЭС.
- магазин товаров для творчества «Художник»
- 3 торговых центра

### Транспорт
- Автобусы:

1. 15 — ДС Славинского — Фогеля;
2. 15д — ДС Уручье-2 — Фогеля;
3. 25 — ДС Уручье-2 — Кульман;
4. 27 — Сосновый Бор — ДС Ангарская-4;
5. 31 — ДС Уручье-2 — Колодищанское кладбище; (2-е ворота)
6. 33 — ст. м. Уручье — д. Копище;
7. 63д — ДС Уручье-2 — Фогеля;
8. 64 — ДС Уручье-2 — Макаёнка;
9. 77 — ДС Уручье-2 — Магистр;
10. 80 — Великий лес — ДС «Карбышева»;
11. 80д — ДС Карбышева — Великий лес; (школьный)
12. 86 — д. Копище — пос. Сухорукие;
13. 89 – ДС Уручье-4 – Новая Боровая (Школа №2)
14. 99 — ДС Уручье-4 — «Военная академия»
15. 113с — ДС Уручье-4 — РНПЦ Онкологии (до 20:00);
16. 113ас — ДС Уручье-4 — Областная больница (после 20:00);
17. 135 — ДС Уручье-4 — Новая Боровая
18. 139 – «ДС Калиновского — Танковая»
19. 145с — ДС Уручье-2 — Тубдиспансер
20. 153 — Танковая — ст.м. Уручье" (Утро);
21. 153д — ст. м. Уручье — Танковая (Вечер);
22. 155 — ДС Уручье-4 — Горбатова, 73
23. 165с – ДС Уручье-2 – Тяпинского
24. 167 — ДС Уручье-2 — Колодищи
25. 169 — ДС Уручье-2 — ж/д ст. Колодищи
26. 194С – «ДС Уручье-2 — Колодищи-2 (Полигон)»
27. 195 – «ДС Уручье-2 — МТЗ Колодищи»

- Троллейбусы:

1. 2 — ДС Уручье-2 — Зелёный Луг-7;
2. 37 – «ДС Уручье-4 — Музыкальный театр;
3. 41 — ДС Уручье-2 — ДС Малинина;
4. 42 — ДС Уручье-4 — ДС Дражня;
5. 61 — ДС Уручье-2 — Р/К Академическая (через ст. м. «Борисовский тракт»);
6. 68 — ДС Уручье-2 — Р/К Академическая (выходные, через поликлинику №28);

- Маршрутные такси:

1. 1002 — Военная академия — ТЦ Ждановичи"
2. 1004 «ст.м. Восток — Новая Боровая»
3. 1008 «Академика Федорова (Сухарево) — Новая Боровая»
4. 1035  "Новая Боровая _ ст. м. Уручье _ Копище"
5. 1152  Новая Боровая _ ДС Лошица-2"
6. 1218 — ДС Уручье-4 — Сокол;
7. 1455 — Великий Лес — Чертяж;
8. 1547 ж/д ст. Колодищи — ДС Корженевского"

- Метро: (ст. м. Уручье)

## Достопримечательности

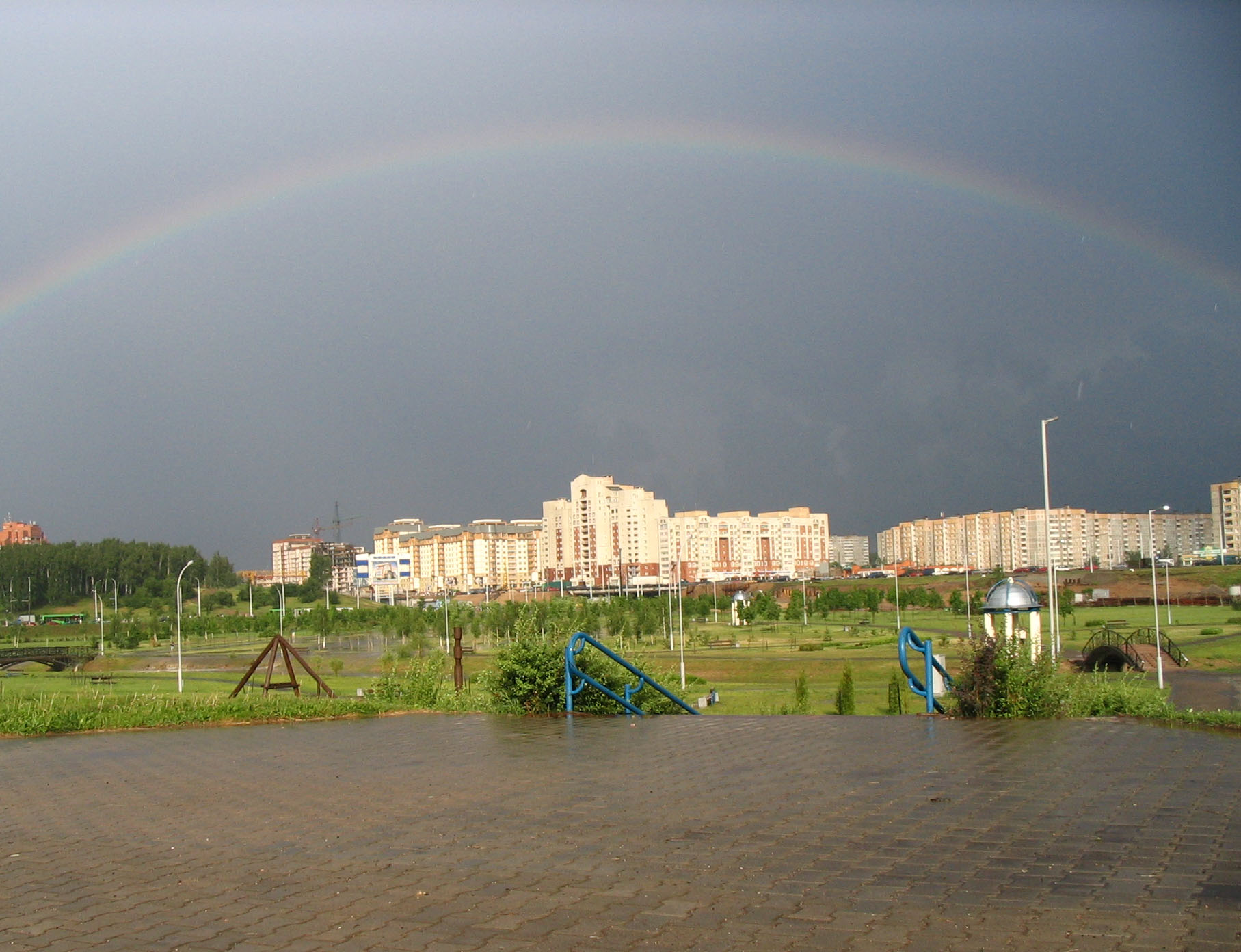
Парк Уручье

- Минский парк камней «Музей валунов»;
- Парковая зона возле микрорайона Уручье-1;
- Детский парк вдоль проспекта Независимости, разделяющий Уручье-1,2,3 и Уручье-4,5,6.

## Здравоохранение
- УЗ «11-я городская детская поликлиника»[3]
- УЗ «8-я городская поликлиника»
- УЗ «28-я городская поликлиника»